# Jaime Grondona
Jaime Andrés Grondona Bobadilla, född 15 april 1987 i Valparaíso, Chile, är en chilensk fotbollsspelare, som sedan 2013 spelar i Cobreloa.